# کلیسای گریگور مقدس (دیتاوان)
کلیسای گریگور مقدس (ارمنی: Սուրբ Գրիգոր եկեղեցի) یک کلیسا متعلق به کلیسای حواری ارمنی واقع در شهر دیتاوان، استان تاووش ارمنستان می‌باشد. ساخت و ساز این ساختمان در سده ۱۹ام میلادی؛ به پایان رسید. این بنا به سبک معماری ارمنی طراحی شده است.